# Кельчиюр
Кельчиюр (коми Кельчиюр) — село в Ижемском районе Республики Коми России. Административный центр сельского поселения Кельчиюр.

## Этимология
Название происходит от шара (протоки, пролива), протекающего по левой стороне Ижмы. В прошлом это было место ловли плотвы (на языке коми — кельчи). Село располагалось в верхней части шара (по-коми — юр) и первоначально называлось Кельчишаръюр, то есть «верхний конец плотвяного пролива». В дальнейшем для удобства произношения слово шар было опущено, и село обрело своё современное название Кельчиюр.

## История
Кельчиюр был основан в период между 1763 и 1770 годами. В 1782 году в деревне Кельчишаръюр проживало 25 человек (14 мужчин и 11 женщин); в 1812 году — 47 человек. По данным на 1859 год в деревне числилось 18 дворов и 158 жителей (68 мужчин и 90 женщин); в 1905 году — 39 дворов и 285 жителей (138 мужчин и 147 женщин).
По состоянию на 1920 год, в Кельчиюрской имелось 47 дворов и проживало 247 человек (108 мужчин и 139 женщин). В административном отношении являлось центром Галовской волости Ижмо-Печорского уезда.

## География
Село находится в северо-западной части Республики Коми, в пределах Печорской низменности, на правом берегу реки Ижмы, на расстоянии примерно 50 километров (по прямой) к северо-западу от села Ижмы, административного центра района. Абсолютная высота — 37 метров над уровнем моря.
Климат
Климат характеризуется как умеренно континентальный, с продолжительной морозной многоснежной зимой и коротким прохладным летом. Средняя температура воздуха самого тёплого месяца (июля) составляет 14,6 °C; самого холодного (января) — −17,4 °C. Среднегодовое количество атмосферных осадков составляет 527 мм.
Часовой пояс
Кельчиюр, как и вся Республика Коми, находится в часовой зоне МСК (московское время). Смещение применяемого времени относительно UTC составляет +3:00.

## Население
| 2010 |
| ---- |
| 399  |

Гендерный состав
По данным Всероссийской переписи населения 2010 года в гендерной структуре населения мужчины составляли 50,9 %, женщины — соответственно 49,1 %.
Национальный состав
Согласно результатам переписи 2002 года, в национальной структуре населения коми-ижемцы составляли 60 % из 424 чел.; коми — 33 %.